# Scyllarides deceptor
Scyllarides deceptor is een tienpotigensoort uit de familie van de Scyllaridae. De wetenschappelijke naam van de soort werd in 1963 voor het eerst geldig gepubliceerd door Lipke Holthuis.